# Klaus-Formation
Die Klaus-Formation ist eine Formation der Nördlichen Kalkalpen, die im Mitteljura abgelagert worden war.

## Bezeichnung

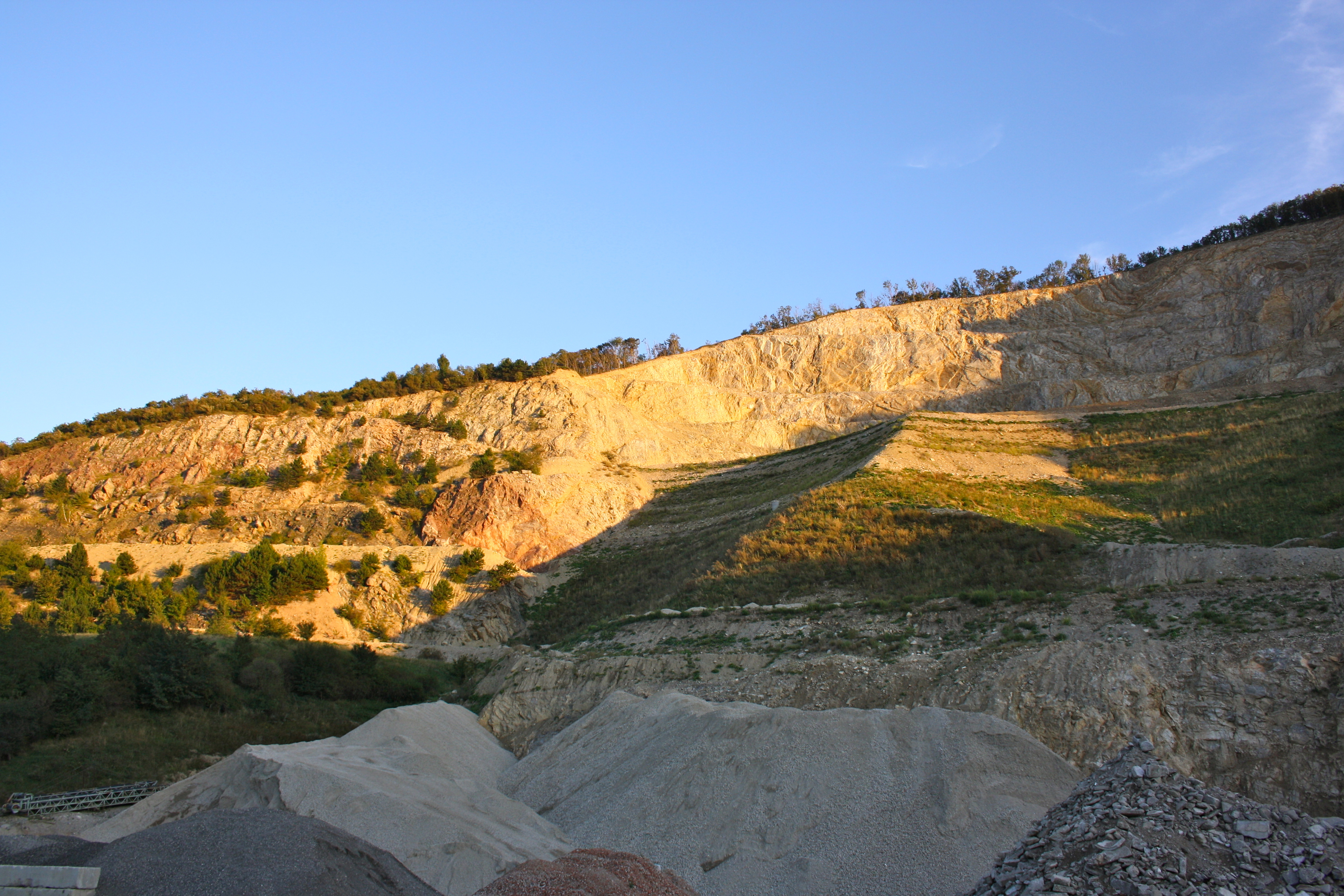
Der Steinbruch Kritsch in Perchtoldsdorf. Reste der rotfarbenen Klaus-Formation sind noch linkerhand zu erkennen. Hier war vormals eine sehr reiche Ammonitenfauna innerhalb der Klaus-Formation anstehend, welche mittlerweile vollständig abgebaut ist.

Die Klaus-Formation, oft auch Klauskalk bzw. Klaus-Kalk, oder Klausschichten bzw. Klaus-Schichten, ist nach ihrer Typlokalität, der westlich von Hallstatt und südlich des Plassens gelegenen Klaus Alm (oder Klaus Alpe), bezeichnet worden.

## Erstbeschreibung
Die Klaus-Formation wurde erstmals im Jahr 1852 von Eduard Suess wissenschaftlich beschrieben. Zwar hatte Franz von Hauer die Formation schon 1850 erwähnt, jedoch zeitlich nicht richtig zugeordnet. Eine Definition erfolgte im Jahr 1971 durch Leopold Krystyn. Lithologische Revisionen wurden von Florian Böhm in den Jahren 1992 und 2003 durchgeführt.

## Vorkommen
Neben der Typlokalität im Salzkammergut (mit weiteren Vorkommen am Brielgraben südöstlich von Gosau, am Grundlsee und am Sarstein bei Bad Goisern) und Fundstätten in Niederösterreich (Hohe Mandling östlich von Pernitz, Bauernboden im Tal der Ybbs südlich von Opponitz und Arracher Steinbruch östlich von Waidhofen) ist die Klaus-Formation im gesamten Ostalpin anzutreffen, sogar noch am Kalkalpenostrand bei Wien in der Lunzer Decke (Steinbruch Kritsch bzw. ehemals Steinbruch Neumühle bei Perchtoldsdorf). Hiervon ausgenommen sind jedoch die mitteljurassischen Becken der Allgäu-Formation und die Hallstatt-Zone. Die Formation tritt auch im Tirolikum der Berchtesgadener Alpen auf, Beispiele sind Fundstellen um den Königsee (Abwärtsgraben, Klingerbach und Sillenköpfe) und im Steinernen Meer.
Das Entwicklungsoptimum der Klaus-Formation liegt eindeutig in den östlichen und mittleren Kalkalpen. Jedoch reicht sie mit den aus der Kammerkehrgruppe beschriebenen Vorkommen noch auf Tiroler Gebiet. In den westlichen Kalkalpen fehlt die Formation im Raum der mächtig entfalteten Allgäu-Formation. Dort sind Rotkalke auf nur unbedeutende Schwellenzonen zurückgedrängt.

## Stratigraphie
Normalerweise liegt die Klaus-Formation nach einer Schichtlücke diskordant auf älteren Formationen, wie beispielsweise über dem Dachsteinkalk, ausnahmsweise auch über dem Plattenkalk oder der Adnet-Formation. Im Sonnwendgebirge lagert die Klaus-Formation mit einer Eisen-Mangan-Kruste auf dem Hierlatzkalk. Überlagert wird sie gewöhnlich von verschiedenen Formationen der Ruhpolding-Radiolarit-Gruppe. Seitliche Übergänge bestehen eventuell zur Allgäu-Formation und zum Vilser Kalk.

## Lithologie
Die Klaus-Formation besteht aus roten, braunroten bis braunen, kondensierten, hemipelagischen Kalken, die teils knollig auftreten. Rötliche Mergel können ebenfalls ausgebildet sein. Die überaus ammonitenreichen und gebankten Gesteine (Cephalopodenkalke) zeigen Subsolutionserscheinungen und entwickeln recht häufige Eisen-Mangan-Krusten. Das Gestein tritt auch häufig als Spaltenfüllung auf und bildet manchmal die Matrix in verschiedenen Brekzien. Mikrofaziell stellt die Klaus-Formation einen Biomikrit mit gelegentlich auftretenden Algen-Stromatolithlagen dar. In der Mikrofazies lassen sich zwei Typen unterscheiden, die meist makrofossilarmen Filament-Kalke (Posidonien-Mikrolumachelle) und Mikrite mit stark wechselndem Biogengehalt.
Der lichtgraue Reitmauer-Kalk, ein im Dezimeter-Bereich gebankter Mikrit, ist eine Filament-reiche Varietät der Klaus-Formation. Synonym werden ferner die Begriffe Untersteiner Kalk, Rotenstein-Kalk und Steinmühl-Kalk gehandhabt. Auch das Saubach-Member der Adnet-Formation wird gelegentlich als Synonym angesehen.
Wegen der starken Kondensierung sind die Mächtigkeiten der Formation nur gering und bewegen sich im Dezimeter- bis in den Meterbereich. Eine maximale Mächtigkeit von 6 Meter wird in Niederösterreich im Profil Bauernboden in der Oisberg-Mulde der Lunzer Decke sowie an der Hohen Mandling erreicht.

## Ablagerungsbedingungen
Die Ablagerung der Klaus-Formation erfolgte gewohnt langsam, manchmal auch stetig und ohne Unterbrechungen. Häufig werden jedoch Störungen im Sedimentationsgeschehen durch erosive Phasen beobachtet, welche im Zusammenspiel mit Subsolution (submarine Kalklösung) und Omission zu stratigraphischer Kondensierung führten, aber auch untermeerische Abtragungsflächen und Hartgründe entstehen ließen.
Als Bildungsmilieu wird auf Grund der strömungsbedingten Mangelsedimentation und der kräftigen Subsolution ein gut durchlüfteter Schwellenbereich in tiefneritischer bzw. neritischer Zone angenommen. Bohralgenspuren lassen jedoch auf photische Bedingungen schließen.  

## Fossilien

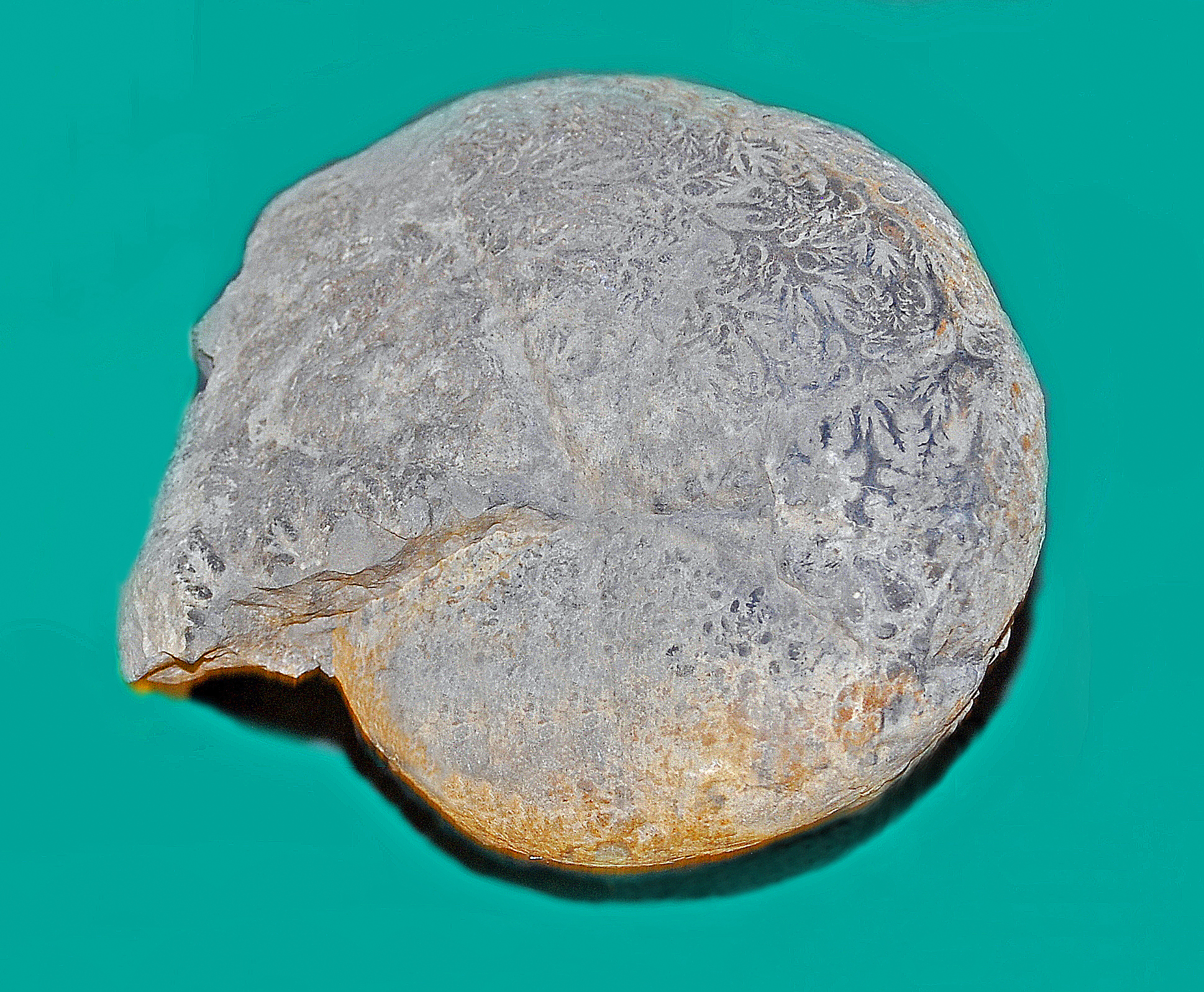
Calliphylloceras disputabile

Als Fossilien führt die Klaus-Formation Ammoniten, Belemniten und Nautiliden, Brachiopoden, Crinoiden, Echinodermen, Fischzähne (sehr selten), benthische Foraminiferen, Gastropoden, Muscheln und deren Filamente, Ostrakoden (selten), Protoglobigerinen, Radiolarien, Spicula und Stromatolithen des Tiefwasserbereichs.
Belegte Ammonitentaxa sind Alcidellus biflexuosus, Alcidellus costatus, Alcidellus tenuistriatus, Alcidellus tilli, Asphinctites, Asphinctites pinguis, Bomburites bombur, Bullatimorphites davaiacensis, Bullatimorphites sofanus, Bullatimorphites supersphaera, Cadomites daubenyi, Cadomites deslongchampsi, Cadomites rectelobatus, Calliphylloceras disputabile, Choffatia, Choffatia furcula, Choffatia honoeomorpha, Choffatia kranaiformis, Choffatia lepta, Cboffatia rakotondramazavai, Choffatia subbakeriae, Collyrites dorsalis, Dimorphinites, Dimorphinites dimorphus, Euaspidoceras, Erymnoceras, Eurystomiceras polyhelictum, Grossouvria, Grossouvria pseudoannularis, Grossouvria pseudorjazanensis, Hecticoceras, Holcophylloceras insulindae, Holcophylloceras zignodianum, Indosphinctes patina, Leptosphinctes meseres, Leptosphinctes pseudofrequens, Leptosphinctes stomphus, Leptosphinctes venetus, Lissoceras ferrifex, Lissoceras monachum, Lissoceras psilodiscus, Lissoceras voultense, Lytoceras eudesianum, Macrocephalites macrocephalus, Morphoceras multiforme, Nannolytoceras pygmaeum, Nannolytoceras tripartitum, Nebrodites, Nebrodites bocconi, Oecotraustes, Oecotraustes bakalovi, Oecotraustes bradleyi, Oecotraustes davithasvilii, Oecotraustes decipiens, Oecotraustes serrigerus, Oecotraustes splendens, Oecotraustes subtilicostus, Oecotraustes thrax, Oecotraustes westermanni, Oecotraustes ziegleri, Oxycerites aspidoides, Parastrenoceras, Parkinsonia, Partschiceras haloricum, Partschiceras subobtusum, Peltoceras, Peltomorphites eugenii, Phylloceras, Phylloceras hatzegi, Phylloceras kudernatschi, Phylloceras kunthi, Phylloceras plicatum, Polyplectites, Polyplectites dorni, Polyplectites linguiferus, Polyplectites venetus, Procerites costulatosus, Procerites fowleri, Procerites hodsoni, Procerites imitator, Procerites quercinus, Procerites schloenbachi, Procerites subprocerus, Procerites twinhoensis, Prohecticoceras angulicostatum, Prohecticoceras haugi, Prohecticoceras mariorae, Prohecticoceras retrocostatum, Ptycbophylloceras euphyllum, Ptychophylloceras flabellatum, Rehmannia tyranna, Reineckeia, Reineckeites eusculptus, Sowerbyceras neumayri, Sowerbyceras transiens, Sphaeroptychius buckmani, Sphaeroptychius lucasi, Sphaeroptychius marginatus, Strigoceras truellei, Subgrossouvria recuperoi, Treptoceras laurenti, Treptoceras microstoma, Treptoceras suevicum, Unipeltoceras pelasgicum, Vermisphinctes martinsii, Wagnericeras suspensum und Zigzagiceras crassizigzag. Sehr selten ist der Nautilide Cymatonautilus mojsisovicsi.
Als Brachiopoden sind anzuführen die Taxa Homoeorhynchia coarctata, Kallirhynchia depressa, Linguithyris tenuiplicata, Lobothyris ventricosa, Montidarella subechinata, Rectirhynchia berta, Terebratella bivallata und Terebratula.
Bei den Gastropoden erscheinen Bourgetia striata, Discohelix, Discohelix cotswoldiae, Neritopsis spinosa und Pleurotomaria ebrayana.
Unter den Muscheln sind zu erwähnen Bositra buchi, Ctenostreon, Mactromya und Plagiostoma. 
Bezeichnend für die Foraminiferenfauna ist das erstmalige massenhafte Auftreten von Protoglobigerinen, die sich dann innerhalb des Juras noch in den Acanthicus-Schichten in den Vordergrund schieben. Daneben liefern oft Ophthalmidiiden (mit Ophthalmidium) und Trocholinen (mit Trocholina conica) bezeichnende Elemente.
Fischzähne können Asteracanthus tenuis und Macromesodon bathonicus zugeordnet werden.

## Alter
Das Alter der Klaus-Formation reicht vom ausgehenden Bajocium über Bathonium bis zur Grenze Callovium/Oxfordium. Da die Formation im Hangenden diachron ist, kann sie auch bis ins tiefere Oxfordium hinaufreichen. Die Ammonitenzonen reichen gewöhnlich von der Parkinsoni-Zone bis zur Macrocephalites-Zone. Ferner vertreten sind die Zigzag-Zone, die Retrocostatum-Zone und die Aspidoides-Zone.